# Danevirke
Danevirke (moderním dánským pravopisem: Dannevirke; ve staré severštině Danavirki, německy Danewerk) je systém původně dánských opevnění v Šlesvicku-Holštýnsku, jež dnes leží na území Německa. 
Podle tradičního výkladu zahájil práce na obranném valu dánský král Godfred v roce 808 z obavy před invazí Franků, kteří během předchozích sta let dobyli pohanské Frísko (772) a Staré Sasko (804). Dánové však předtím byli dlouho v konfliktu hlavně se Sasy a nedávné archeologické vykopávky odhalily, že stavba Danevirke byla zahájena mnohem dříve, kolem roku 500 a možná ještě dřív.

Obranný val byl několikrát rozšířen během vikingské éry i ve středověku. Naposledy byl použit pro vojenské účely v roce 1864 během druhé šlesvické války mezi Pruskem a Dánskem. Hradby se táhnou v délce 30 km, od bývalého vikingského obchodního centra Hedeby na pobřeží Baltského moře na východě až po rozsáhlé bažiny na západě Jutského poloostrova. Zejména v 19. století bylo velkým symbolem dánského nacionalismu a rodícího se moderního národního vědomí
Spolu s Hedeby bylo Danevirke zapsáno roku 2018 na seznam Světového dědictví UNESCO. .